# Eumerus paulae
Eumerus paulae är en tvåvingeart som beskrevs av Herve-bazin 1913. Eumerus paulae ingår i släktet månblomflugor, och familjen blomflugor. Inga underarter finns listade i Catalogue of Life.